# Organisation militaire polonaise

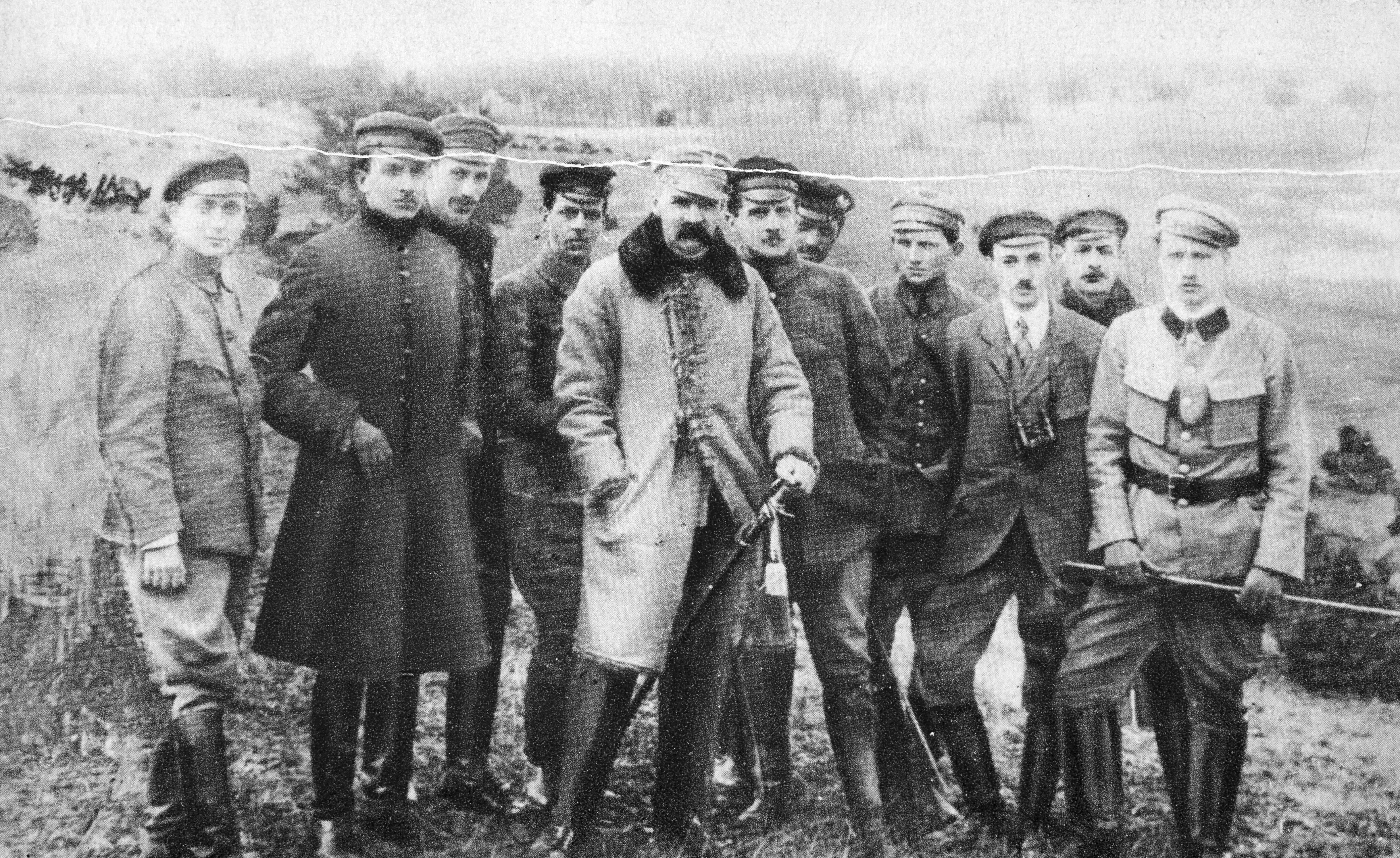
Józef Piłsudski avec le commandement suprême de l'organisation militaire polonaise en 1917.

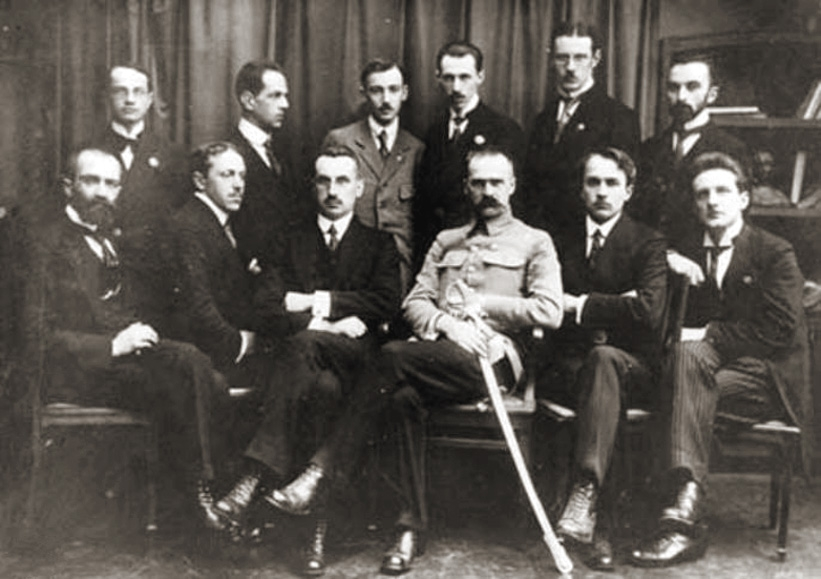
Commandement suprême de l'organisation militaire polonaise, 1917.

Pour les articles homonymes, voir POW.
L'Organisation militaire polonaise, OMP (polonais : Polska Organizacja Wojskowa, POW) est une organisation militaire secrète qui se forme pendant la Première Guerre mondiale (1914-1918). Józef Piłsudski fonde le groupe en août 1914 ; il adopte le nom et le sigle de POW en novembre 1914. Il vise à recueillir des renseignements et à saboter les actions des ennemis du peuple polonais. Piłsudski utilise les prisonniers de guerre pour agir, indépendamment de ses prudents partisans austro-hongrois, et devient un homologue important, bien qu'un peu moins connu, des légions polonaises. Ses cibles comprennent l'Empire russe au début de la guerre et l'Empire allemand ensuite. Le nombre de ses membres passe de quelques centaines en 1914 à plus de 30 000 en 1918.